# Mister Cash
Pour plus de détails, voir Fiche technique et Distribution.
Mister Cash (Owning Mahowny) est un film canado-britannique réalisé par Richard Kwietniowski, sorti en 2003. Il est inspiré de l'histoire vraie de Brian Molony.

## Synopsis
Entre 1980 et 1982, Dan Mahowny, un employé de banque de Toronto, détourne 10 millions de dollars à cause de son addiction au jeu.

## Fiche technique
- Titre : Mister Cash
- Titre original : Owning Mahowny
- Réalisation : Richard Kwietniowski
- Scénario : Maurice Chauvet d'après le livre No Limit de Gary Stephen Ross
- Musique : Richard Grassby-Lewis et The Insects
- Photographie : Oliver Curtis
- Montage : Mike Munn
- Production : Alessandro Camon, Andras Hamori et Seaton McLean
- Société de production : Alliance Atlantis Communications, Astral Media et Téléfilm Canada
- Société de distribution : Surreal Films (France)
- Pays de production :  Canada et  Royaume-Uni
- Genre : Drame et thriller
- Durée : 104 minutes
- Date de sortie : 
  - États-Unis : 2 mai 2003

## Distribution
- Philip Seymour Hoffman : Dan Mahowny
- Minnie Driver : Belinda
- John Hurt : Victor Foss
- Maury Chaykin : Frank Perlin
- Ian Tracey : le détective Ben Lock
- Sonja Smits : Dana Selkirk
- K. C. Collins : Bernie
- Jason Blicker : Dave Quinson
- Vince Corazza : Doug
- Roger Dunn : Bill Gooden
- Eric Fink : le psychologue
- Demetrius Joyette : le garçon
- Joe Pingue : un policier
- Sandra Oh : une joueuse de craps (non créditée)

## Accueil
Le film a reçu un accueil favorable de la critique. Il obtient un score moyen de 70 % sur Metacritic.

## Distinctions
Le film a été présenté en sélection officielle lors de la Berlinale 2003 dans la section Panorama.